# Mansfield (Massachusetts)
Mansfield es un pueblo ubicado en el condado de Bristol en el estado estadounidense de Massachusetts. En el Censo de 2010 tenía una población de 23.184 habitantes y una densidad poblacional de 438,32 personas por km².

## Geografía
Mansfield se encuentra ubicado en las coordenadas 42°1′2″N 71°13′2″O / 42.01722, -71.21722. Según la Oficina del Censo de los Estados Unidos, Mansfield tiene una superficie total de 52.89 km², de la cual 52.04 km² corresponden a tierra firme y (1.61%) 0.85 km² es agua.

## Demografía
Según el censo de 2010, había 23.184 personas residiendo en Mansfield. La densidad de población era de 438,32 hab./km². De los 23.184 habitantes, Mansfield estaba compuesto por el 91.56% blancos, el 2.73% eran afroamericanos, el 0.25% eran amerindios, el 3.42% eran asiáticos, el 0.03% eran isleños del Pacífico, el 0.61% eran de otras razas y el 1.39% pertenecían a dos o más razas. Del total de la población el 2.1% eran hispanos o latinos de cualquier raza.